# Combovin
Combovin és un municipi francès situat al departament de la Droma i a la regió d'Alvèrnia-Roine-Alps. L'any 2007 tenia 407 habitants.

## Demografia

### Població
El 2007 la població de fet de Combovin era de 407 persones. Hi havia 168 famílies de les quals 44 eren unipersonals (24 homes vivint sols i 20 dones vivint soles), 64 parelles sense fills, 56 parelles amb fills i 4 famílies monoparentals amb fills.
La població ha evolucionat segons el següent gràfic:
Habitants censats

### Habitatges
El 2007 hi havia 206 habitatges, 171 eren l'habitatge principal de la família, 24 eren segones residències i 11 estaven desocupats. 190 eren cases i 15 eren apartaments. Dels 171 habitatges principals, 137 estaven ocupats pels seus propietaris, 26 estaven llogats i ocupats pels llogaters i 8 estaven cedits a títol gratuït; 12 tenien dues cambres, 18 en tenien tres, 41 en tenien quatre i 100 en tenien cinc o més. 125 habitatges disposaven pel capbaix d'una plaça de pàrquing. A 58 habitatges hi havia un automòbil i a 101 n'hi havia dos o més.

### Piràmide de població
La piràmide de població per edats i sexe el 2009 era:
| Homes | Edats   | Dones |
| ----- | ------- | ----- |
| 0     | 95 o +  | 0     |
| 0     | 90 a 94 | 0     |
| 0     | 85 a 89 | 0     |
| 8     | 80 a 84 | 0     |
| 12    | 75 a 79 | 12    |
| 0     | 70 a 74 | 4     |
| 12    | 65 a 69 | 8     |
| 12    | 60 a 64 | 8     |
| 4     | 55 a 59 | 20    |
| 16    | 50 a 54 | 4     |
| 16    | 45 a 49 | 20    |
| 20    | 40 a 44 | 24    |
| 4     | 35 a 39 | 0     |
| 24    | 30 a 34 | 8     |
| 8     | 25 a 29 | 20    |
| 8     | 20 a 24 | 12    |
| 20    | 15 a 19 | 8     |
| 8     | 10 a 14 | 16    |
| 8     | 5 a 9   | 4     |
| 4     | 0 a 4   | 16    |

## Economia
El 2007 la població en edat de treballar era de 271 persones, 205 eren actives i 66 eren inactives. De les 205 persones actives 188 estaven ocupades (104 homes i 84 dones) i 17 estaven aturades (8 homes i 9 dones). De les 66 persones inactives 33 estaven jubilades, 9 estaven estudiant i 24 estaven classificades com a «altres inactius».

### Ingressos
El 2009 a Combovin hi havia 167 unitats fiscals que integraven 410,5 persones, la mediana anual d'ingressos fiscals per persona era de 18.293 €.

### Activitats econòmiques
Dels 9 establiments que hi havia el 2007, 2 eren d'empreses de construcció, 3 d'empreses de comerç i reparació d'automòbils, 1 d'una empresa d'hostatgeria i restauració, 1 d'una empresa financera, 1 d'una empresa immobiliària i 1 d'una empresa de serveis.
Dels 3 establiments de servei als particulars que hi havia el 2009, 1 era un taller de reparació d'automòbils i de material agrícola, 1 restaurant i 1 agència immobiliària.
L'any 2000 a Combovin hi havia 20 explotacions agrícoles que ocupaven un total de 1.488 hectàrees.

## Equipaments sanitaris i escolars
El 2009 hi havia una escola elemental integrada dins d'un grup escolar amb les comunes properes formant una escola dispersa.

## Poblacions més properes
El següent diagrama mostra les poblacions més properes.